# 克莱芒·塞基
克莱芒·塞基（法語：Clément Secchi，2000年5月4日—），法国男子游泳运动员，2022年欧洲游泳锦标赛男子4×100米混合泳接力银牌得主、2024年夏季奥林匹克运动会男子4×100米混合泳接力铜牌得主。